# アボガドパワーズ
アボガドパワーズ (Abogado Powers) は、北海道を本拠地とするアダルトゲームブランドである。愛称はあぼぱ。

## 沿革

### 1994年-2005年
1994年に株式会社クラフトワークスから独立する形でスタッフ3人で設立。1995年10月に「有限会社スケアクロウ」として法人化を果たす。創設者であるプログラマーの浦和雄（うら かずお、昭和47年（1972年） - 平成17年（2005年）6月28日）が初代の代表を務めた。
2001年には倒産した有限会社グランブルーのブランド「xyz」を引き継ぎ、2003年、『えんじぇるMAKER 〜ひとつの願い〜』を発売した。
2004年春、浦の長期入院と現場からの離脱、創業時からの主要メンバーであった幹部社員による背任横領行為が発覚、裁判沙汰となる。また、社員に満足な報酬を払うことができず（元々この点はネックであったらしく、一時期は浦がパチスロで儲けることで辛うじて社員の報酬を捻出していたというエピソードが、2001年に読売新聞の地方版にも載っていた。）主要スタッフのほとんどが退職・離脱するなど、開発チームは事実上の崩壊状態になる。また、『エム MxS エス』発売後、同社の権利は道内の別の企業に移譲されたほか、別ブランドにて『蠅声の王』の製作に参加していた元スタッフの大槻涼樹が、浦にプログラムの仕事を発注することもあった。
浦は病気が癒えぬまま2005年6月に急死。後日、アボガドパワーズは公式ホームページで、浦の死とこの時点で開発中としていた新作『せぶんぴ～す! -Welcome to Lupinus-』の企画凍結を公表し、正式に活動を停止する。

### 2007年以降
2007年に「β-pink」というブランド名義でボーイズラブ作品『臨海合宿』を制作・発売しており、その他、「N43project」名義で他社ブランドのものも含めてDVD-PGを販売。
活動休止期間中、知人を通じて同社と付き合いのあったシナリオライターの米倉俵は、浦の母親から「浦のアボガドをよろしくお願いしますね」という挨拶をもらう。当初、米倉は儀礼上の会話だと思っていたが、後日同社の代表から新作の相談を持ち掛けられ、最終的に新作の制作に参加した。
当初は『せぶんぴ～す！～Welcome to Lupinus～』の制作を再開してはどうかという話もあったが、スタッフの離散や資料不足などから見送りとなった。その代わりとして、小規模なアドベンチャーゲームを作ろうという話になり、2008年に復活第1作『すくすく水着 盗んだ水着はカルキ臭』として発売される。
2014年8月25日よりホームページをリニューアル、新作「倶楽部D」製作を告知と共に活動再開を宣言。
2019年5月にウェブサイトが消滅し、現在の動向は不明となっている。

## 作品

### 第1期
- 涼崎探偵事務所ファイル
  - 黒の断章 THE LITERARY FRAGMENT
  - Esの方程式 Wo Es war,soll Ich werden.
  - 人工失楽園 Paradise Lost（開発凍結）
- つもバカ日誌
- 終末の過ごし方 -The world is drawing to an W/end-
- D+VINE[LUV]
  - とびでばいん
- PIGEON BLOOD
- エム MxS エス
- えんじぇるMAKER 〜ひとつの願い〜（「xyz」名義で発売）

### 第2期
- すくすく水着 盗んだ水着はカルキ臭（2008年7月25日発売）
- 倶楽部D（2015年1月30日発売）
- せぶんぴ～す! ～淫ちてゆく少女たち～（2015年10月23日発売）

## スタッフ
現在のスタッフ構成は未公表。以下、元スタッフ。

### 原画
- 小池定路
- 吉澤友章
- 本田直樹

### シナリオ
- 大槻涼樹

### 音楽
- 矢野雅士